# Paradise (Oregón)
Paradise es un área no incorporada ubicada en el condado de Wallowa en el estado estadounidense de Oregón. Paradise se encuentra ubicada dentro de los límites de Enterprise.

## Geografía
Paradise se encuentra ubicada en las coordenadas 45°56′15.8″N 117°13′19.73″O / 45.937722, -117.2221472.